# Bou Henni
Bou Henni è un comune dell'Algeria, situato nella provincia di Mascara.